# Youngolidiini
Los youngolidiínos (Youngolidiini) son una tribu de hemípteros auquenorrincos de la familia Cicadellidae. Tiene los siguientes géneros.

## Géneros
- Pilosana - Ricana - Youngolidia[1]